# NGC 3918

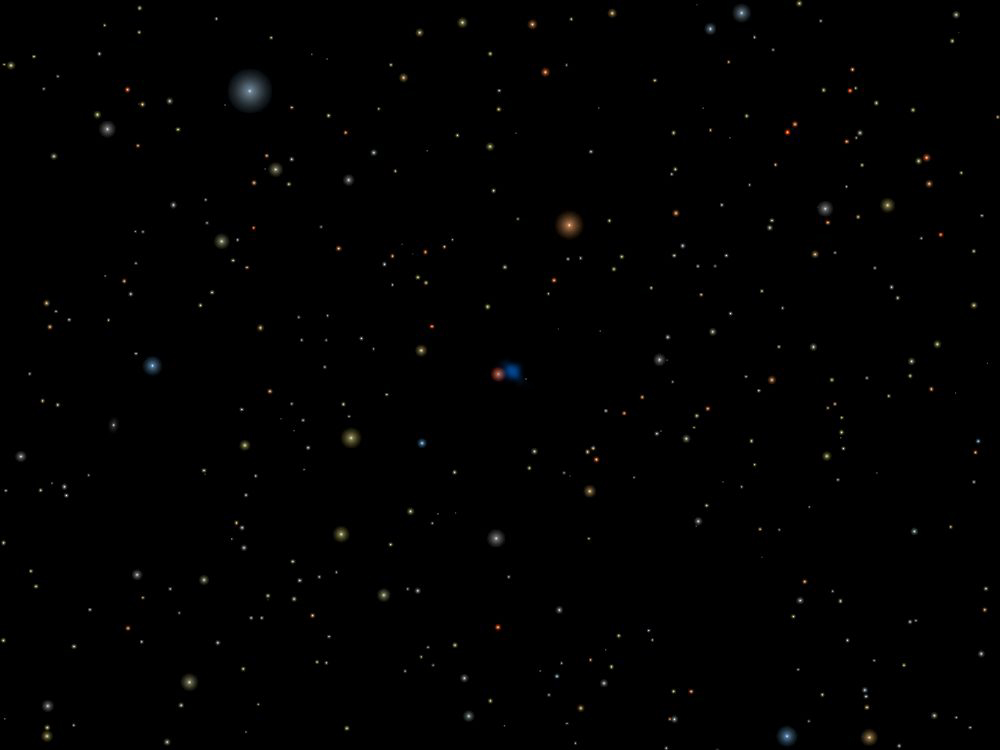
NGC 3918 (al centro) affiancata da una debole compagna rossa.

NGC 3918 è una nebulosa planetaria visibile nella costellazione del Centauro.
Per individuarla conviene partire dalla stella δ Crucis e cercare 3,5 gradi a WNW; si presenta in un potente telescopio rifrattore come una debole stellina, un dischetto azzurro simile nell'aspetto e nel colore a quello del pianeta Nettuno. Il nome Planetaria Blu le fu assegnato dal suo stesso scopritore John Herschel. Nei suoi pressi brilla una stella rossa di nona magnitudine. La distanza dal Sole sembra essere di circa 2600 anni-luce.